# Општина Горнет-Криков (Прахова)
Горнет-Криков (рум. Gornet-Cricov) општина је у Румунији у округу Прахова.
Oпштина се налази на надморској висини од 231 m.